# Befimmo-Sicafi
Befimmo-Sicafi (Société d’Investissement à capital fixe en immobilier SICAFI) ist ein belgischer Real-Estate-Investment-Trust  mit Sitz in Brüssel.

## Geschichte
Die Vorgängerorganisation Woluwé Garden D S.A. wurde am 30. August 1995 gegründet, um ein Gebäude in Woluwe-Saint-Étienne (niederländisch: Sint-Stevens-Woluwe) bei Brüssel zu erwerben.
Im gleichen Jahr wurden Teile des Immobilienportfolios von Bernheim-Comofi übernommen und Woluwé Garden in Befimmo umbenannt.
In den folgenden Jahren wurden zahlreiche weitere Immobilien und ganze Immobilienfirmen (u. a. Prifast, Wetinvest, Bastionen Léopold NV, Cibix, Ringcenter) erworben.
Von März 2009 bis März 2016 notierte Befimmo-Sicafi im belgischen Blue-Chip-Index BEL20.

## Portfolio
Zum 30. September 2008 besaß Befimmo Immobilien mit einer Fläche von 851.647 m² und einem Wert von 1,89 Milliarden Euro.
Das Unternehmen konzentriert sich dabei auf Bürogebäude in Zentrumslagen, die vorwiegend an öffentliche Institutionen vermietet werden.
Bis auf eine Immobilie in Luxemburg hat Befimmo aktuell ausschließlich Objekte in Belgien im Portfolio (80 % davon in Brüssel). Für die Zukunft waren auch Investitionen in Paris geplant.

## Aktie
Die Aktie von Befimmo-Sicafi ist in Brüssel an der Euronext und seit dem 23. September 2008 auch in Paris notiert.
Mit einem Anteil von knapp 19 % ist der belgisch-niederländische Finanzdienstleister Fortis der größte Einzelaktionär, der Rest der Aktien befindet sich in Streubesitz.